# Santa Maria della Versa
Santa Maria della Versa (lombardul: La Madòna) település Olaszországban, Lombardia régióban, Pavia megyében. Lakosainak száma 2232 fő (2023. január 1.). Santa Maria della Versa Castana, Golferenzo, Lirio, Montecalvo Versiggia, Pietra de’ Giorgi, Ziano Piacentino, Montù Beccaria, Rovescala és Alta Val Tidone községekkel határos.

## Népesség
A település lakossága az elmúlt években az alábbi módon változott:
| Lakosok száma | 2357 | 2292 | 2232 |
|               | 2017 | 2018 | 2023 |